# Kraul

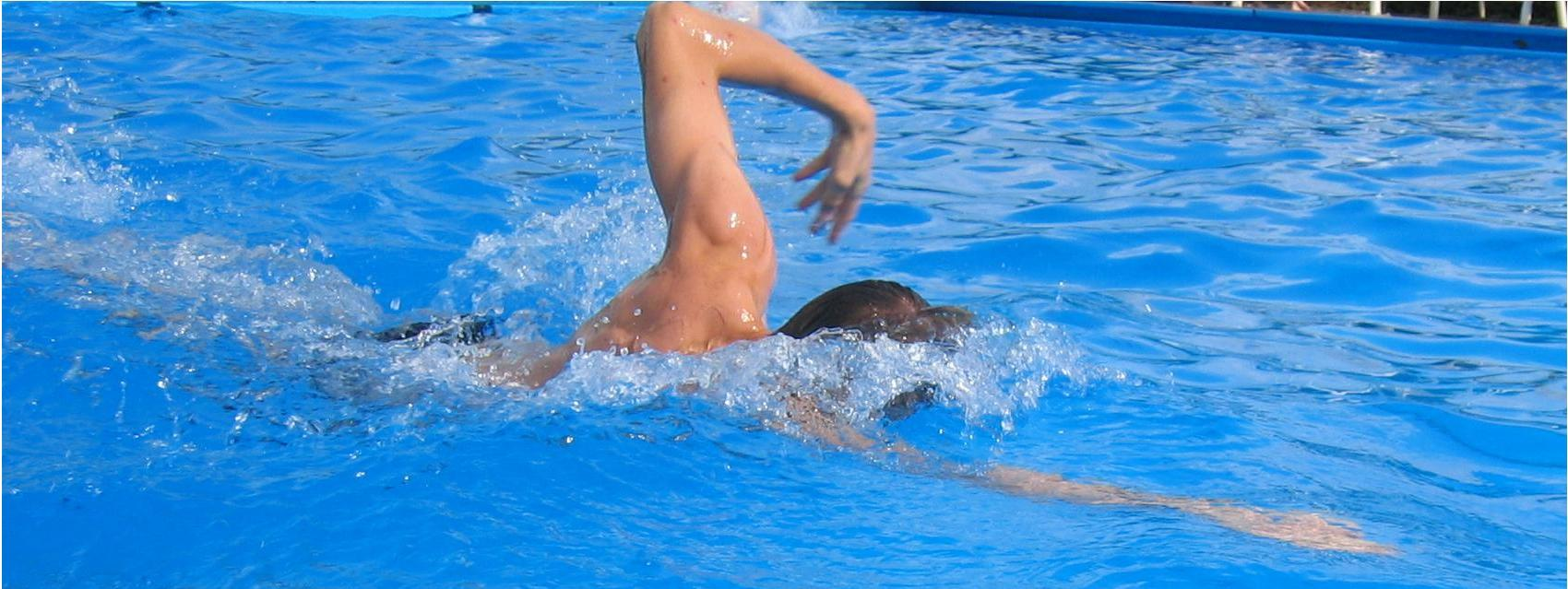
Pływak płynący kraulem

Kraul, właściwie kraul na piersiach – najszybszy i najpopularniejszy styl pływacki. Styl ten jest tak popularny wśród zawodników, że wiele osób utożsami kraul, ze stylem dowolnym. Kraul wymaga idealnej koordynacji oddechu i pracy rąk.

## Technika
Płynący znajduje się w pozycji na piersiach i wykonuje tzw. „nożyce” nogami, przy równoczesnym naprzemianstronnym ruchu rąk. Ruch ten polega na wyciąganiu na zmianę ręki przed siebie nad wodą i podciąganiu jej z powrotem pod wodą. Szybkość w kraulu uzyskuje się głównie za sprawą pracy rąk (70–85%), praca nóg to zaledwie 15–30%. Oddech wykonuje się poprzez częściowe wystawienie głowy nad wodę wzdłuż jednej z rąk, najczęściej co drugi lub co trzeci wymach ramion.
Poniżej symulacja kraula czterouderzeniowego (praca nóg), z oddechem na lewą stronę co drugi wymach ramion:

W ratownictwie stosuje się także inną odmianę tego stylu: kraul ratowniczy (pot. „kozak”) – wykonuje się naprzemianstronną pracę rąk i trzyma się głowę lekko nad wodą, tak aby nie tracić kontaktu wzrokowego z tonącym.

## Pływanie sportowe
W trakcie zawodów pływackich zawodnicy pływają najczęściej kraulem w konkurencjach w stylu dowolnym i w ostatniej części dystansu konkurencji w stylu zmiennym.

## Historia
Jakkolwiek podobne style pływania znane są ludzkości od starożytności, to jednak współczesny kraul wywodzi się według różnych źródeł z dwóch miejsc:
- Ameryki Południowej – gdzie styl ten był popularny wśród Indian,
- Wysp Salomona – gdzie stosowała go od setek lat autochtoniczna ludność.

Styl ten w Europie pojawił się prawdopodobnie po raz pierwszy w 1844 r., kiedy na zawodach pływackich w Londynie zawodnicy z Ameryki Północnej bez trudu pokonali Brytyjczyków pływających żabką. Po tych zawodach został jednak w Europie na długo zakazany w oficjalnych zawodach.
W latach 1870–1890, pierwszą „oficjalną” wersję kraula opracował John Arthur Trudgen, który opisał styl pływania Indian z Ameryki Południowej. Popełnił jednak błąd, gdyż wadliwie opisał ruch nóg, który w jego wersji był bardziej zbliżony do żabki. Ten hybrydowy styl pływania był nazywany trudgenem. Trudgen stał się popularny w zawodach w Europie pod koniec XIX w. i zaczął stopniowo zastępować żabkę w zawodach w wolnym stylu.
Trudgen został dopracowany przez trenera pływackiego z Australii Richarda Cavilla. Obserwował on ludność autochtoniczną na Wyspach Salomona i dokładnie przestudiował ruch ich nóg, pływając za nimi w masce płetwonurka. Zawodnicy szkoleni przez Cavilla zaczęli wygrywać liczne zawody, a nowy styl został nazwany australijskim kraulem. Nazwa ta została w latach 50. XX w. skrócona do obecnej.